# Benjamin Savsek
Benjamin Savsek   (Ljubljana, Iugoslàvia, 24 de març de 1987) és un piragüista eslovè que competeix en la modalitat d'eslàlom. Ha participat en 3 Olimpíades, guanyant la medalla d'or als Jocs Olímpics de Tòquio 2020, en la modalitat de canoa. Això va suposar la primera medalla d'or de la història per Eslovènia en aquesta competició. A més ha guanyat 5 medalles (2 d'or) als Campionats del Món de Piragüisme d'eslàlom i 11 medalles (7 d'or) als Campionats d'Europa de Piragüisme d'eslàlom.

## Trajectòria professional
| Jocs Olímpics      | Jocs Olímpics     | Jocs Olímpics | Jocs Olímpics |
| Any                | Seu               | Posició       | Categoria     |
| ------------------ | ----------------- | ------------- | ------------- |
| 2012               | Londres           | 8a posició    | C-1 Eslàlom   |
| 2016               | Rio de Janeiro    | 6a posició    | C-1 Eslàlom   |
| 2020               | Tòquio            | 1             | C-1 Eslàlom   |
| Campionat del Món  |                   |               |               |
| 2010               | Ljubljana         | 7a posició    | C-1 Eslàlom   |
| 2011               | Bratislava        | 17a posició   | C-1 Eslàlom   |
| 2013               | Praga             | 3             | C-1 Eslàlom   |
| 2014               | Maryland          | 2             | C-1 Eslàlom   |
| 2015               | Londres           | 2             | C-1 Eslàlom   |
| 2017               | Pau               | 1             | C-1 Eslàlom   |
| 2018               | Rio de Janeiro    | 7a posició    | C-1 Eslàlom   |
| 2019               | La Seu d'Urgell   | 18a posició   | C-1 Eslàlom   |
| 2021               | Bratislava        | 9a posició    | C-1 Eslàlom   |
| 2022               | Augsburg          | 4a posició    | C-1 Eslàlom   |
| 2023               | Londres           | 1             | C-1 Eslàlom   |
| Campionat d'Europa |                   |               |               |
| 2009               | Nottingham        | 10a posició   | C-1 Eslàlom   |
| 2010               | Bratislava        | 6a posició    | C-1 Eslàlom   |
| 2012               | Augsburg          | 3             | C-1 Eslàlom   |
| 2014               | Viena             | 6a posició    | C-1 Eslàlom   |
| 2015               | Markkleeberg      | 1             | C-1 Eslàlom   |
| 2016               | Liptovski Mikulas | 12a posició   | C-1 Eslàlom   |
| 2017               | Ljubljana         | 4a posició    | C-1 Eslàlom   |
| 2018               | Praga             | 11a posició   | C-1 Eslàlom   |
| 2019               | Pau               | 1             | C-1 Eslàlom   |
| 2020               | Praga             | 1             | C-1 Eslàlom   |
| 2021               | Ivrea             | 6a posició    | C-1 Eslàlom   |
| 2022               | Liptovski Mikulas | 1             | C-1 Eslàlom   |
| 2023               | Cracòvia          | 6a posició    | C-1 Eslàlom   |